# John Wilkes Booth
John Wilkes Booth (Bel Air, 10 maggio 1838 – Port Royal, 26 aprile 1865) è stato un attore teatrale e criminale statunitense noto per essere stato il protagonista dell'assassinio di Abraham Lincoln.
Fu uno degli attori professionisti di teatro di maggior successo del suo tempo, nonché membro di una famiglia di attori. Fu un simpatizzante confederato e registrato al Partito Democratico deluso dall'esito della guerra civile americana.

## Biografia
Booth nasce nel 1838 presso una fattoria vicino a Bel Air, nella Contea di Harford, in Maryland. I suoi genitori, Junius Brutus Booth e Mary Ann Holmes, si trasferiscono negli Stati Uniti dall'Inghilterra nel 1821. John prende nome dal famoso rivoluzionario britannico John Wilkes, con cui la sua famiglia rivendica una lontana parentela. Lo stesso Junius fu attore, come i suoi altri figli Edwin Booth e Junius Brutus Booth Jr.
La loro casa fu chiamata Tudor Hall e acquistata da Junius Brutus Booth nel 1822. L'edificio è successivamente stato acquistato dalla Contea di Hartford ed è previsto che diventi un memoriale della famiglia Booth e della loro influenza sul metodo di recitazione di William Shakespeare nel XIX secolo in America.
Sembra che Booth abbia trascorso un'infanzia felice. Riceve un'istruzione basata sui classici, in particolare Shakespeare. Nel 1850-1851 frequenta la Milton Boarding School a Sparks, Maryland (l'edificio è adesso un ristorante chiamato The Milton Inn). Nel 1851, all'età di 13 anni, Booth frequenta l'accademia militare di San Timoteo a Catonsville nel Maryland. Come descritto dalla sorella di Booth, Asia Booth Clarke, nel suo libro intitolato The Unlocked Book, il futuro attore incontra un'anziana zingara nei boschi vicino alla scuola, che gli fa una triste previsione della sua vita e dice che sarebbe morto giovane.

### Carriera teatrale e Guerra civile

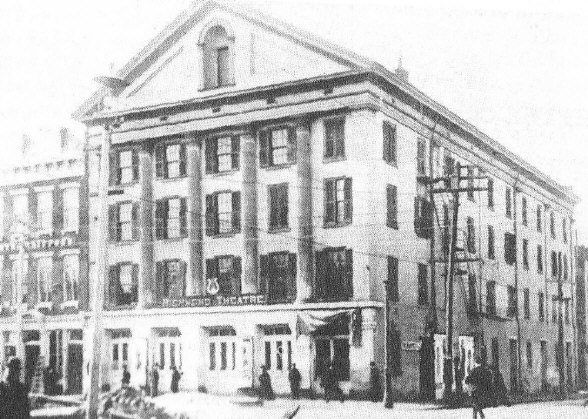
Il teatro di Richmond in Virginia nel 1858, all'epoca del debutto di Booth.

All'età di 17 anni, Booth impersona il Conte di Richmond nel Riccardo III di Shakespeare. Come da sua richiesta, venne pubblicizzato come "J.B. Wilkes", uno pseudonimo che doveva distogliere l'attenzione dalla sua famiglia famosa. Nel 1858 diventa membro del Teatro di Richmond e la sua carriera inizia a decollare. Nelle riviste gli si faceva riferimento quale "l'uomo più attraente in America." Era alto 174 cm, aveva i capelli scuri ed un fisico atletico. Era inoltre un eccellente spadaccino. Le sue prestazioni erano spesso definite dai suoi contemporanei come acrobatiche e intensamente fisiche. Un'attrice sua collega ricordò che alle volte usava tagliarsi con la sua stessa spada.
Nel 1859, Booth si prepara per un ingaggio teatrale a Richmond, qualche settimana prima della prevista esecuzione del famoso abolizionista John Brown. In ottobre si era verificato il raid di John Brown contro Harpers Ferry, all'epoca ancora nella Virginia (poi Virginia Occidentale) in cui, in un tentativo infruttuoso di dare inizio ad un'insurrezione degli schiavi in tutto lo Stato, un gruppetto di attivisti iniziatori dell'abolizionismo negli Stati Uniti d'America si era impadronito dell'arsenale di Harper's Ferry.
Dopo essere stato informato sul verdetto, Booth si dirige a Charles Town e compra un'uniforme grigia della milizia di Richmond dagli ufficiali dello Stato, ponendosi poi di guardia accanto alla forca finché Brown non venne impiccato.
Quando Abraham Lincoln viene eletto presidente il 6 novembre 1860, Booth scrive un lungo discorso per screditare quello che il primo vedeva come abolizionismo nordista e rese chiaro il suo appoggio al Sud e all'istituzione della schiavitù. Il 12 aprile 1861, scoppia la Guerra civile americana e 11 stati del Sud dichiarano la secessione dall'Unione. La famiglia di Booth era del Maryland, uno degli Stati di confine che rimasero nell'Unione durante la guerra nonostante la presenza di proprietari di schiavi che simpatizzavano fortemente con la causa sudista. Oltre al fatto che il Maryland condivideva un confine con Washington, Lincoln aveva dichiarato la legge marziale nello Stato, una mossa che molti, incluso Booth, videro come incostituzionale e come abuso del potere esecutivo.
Booth, come molti in Maryland, era un pro-Confederato. Comunque, la maggior parte della sua famiglia era unionista e Booth promise alla madre che non avrebbe mai fatto parte dell'esercito confederato. Al contrario egli visse principalmente a Washington, viaggiando a nord e sud come intrattenitore e spingendosi a ovest fino all'Indiana. Booth era molto esplicito nel suo amore per il Sud e ugualmente esplicito nella sua antipatia verso Lincoln. Nei primi mesi del 1862, Booth fu arrestato e trattenuto da uno sceriffo a St. Louis per dichiarazioni anti-governative.
Booth e Lincoln incrociano i loro percorsi in molte occasioni. Lincoln era un avido spettatore di opere teatrali e amava particolarmente Shakespeare. Il 9 novembre 1863, il presidente Lincoln vede Booth interpretare Raphael in The Marble Heart di Charles Selby al teatro Ford a Washington. Ad un certo punto, durante l'interpretazione, Booth agita il dito in direzione di Lincoln come destinatario di una linea di dialogo. Lincoln chiede di incontrare l'attore dopo la rappresentazione, ma Booth rifiuta. Lincoln sedeva nello stesso "palco presidenziale" nel quale sarebbe stato assassinato tempo dopo.
Booth fa solo un'altra apparizione come attore al teatro Ford, l'ultima della sua carriera, il 18 marzo 1865, quando interpreta il Duca Pescara in The Apostate. Comunque la famiglia Booth era da tempo amica di John T. Ford, il proprietario del teatro, e Booth entra ed esce dal teatro così spesso durante la guerra che riceve la sua corrispondenza lì, il che gli garantisce l'accesso completo al Teatro Ford, giorno e notte.

### Preparazione del complotto
Dal 1864, l'andamento della guerra diventa favorevole all'Unione, che interrompe lo scambio di prigionieri nel tentativo sia di fiaccare l'esercito confederato, oramai sempre più a corto di riserve, sia perché i Confederati rifiutavano lo scambio dei soldati afro-americani catturati. Nel tentativo di sbloccare tale situazione, Booth inizia a ideare un piano per rapire Abramo Lincoln dalla sua residenza estiva alla Casa del Soldato fuori Washington e trasportarlo attraverso il Potomac fino a Richmond. Secondo i suoi piani, il presidente sarebbe poi stato scambiato per il rilascio di circa 10 000 soldati sudisti tenuti prigionieri nelle prigioni nordiste. Arruola come complici i suoi vecchi amici Samuel Arnold e Michael O'Laughlin.

### Possibili legami con la Confederazione
Nell'estate del 1864, Booth si incontra con molti noti simpatizzanti confederati al The Parker House a Boston (Massachusetts). Nell'ottobre 1864 ha luogo un viaggio non chiarito a Montréal. A quel tempo, Montreal era uno dei noti centri di attività clandestine dei Confederati. Si sa che passa dieci giorni nella città e risiede per un periodo nella St. Lawrence Hall, punto d'incontro dei Servizi Segreti Confederati. Lì incontra almeno un blockade-runner, uno di coloro che forzavano il blocco imposto dalle navi dell'Unione. È possibile che abbia conosciuto il direttore dei Servizi Segreti Confederati James D. Bulloch, così come George Nicholas Sanders, ambasciatore degli Stati Uniti in Gran Bretagna.
Ci sono stati molti studi sul perché Booth fosse a Montreal a quel tempo e cosa ci facesse lì. Nessuna prova concreta ha mai collegato il piano di rapimento o l'assassinio ideato da Booth a una cospirazione che coinvolgesse qualche elemento del governo Confederato, anche se tale possibilità è stata esplorata lungamente in due libri: Spying For America di Nathan Miller e Come Retribution: the Confederate Secret Service and the Assassination of Lincoln di William Tidwell.

### Tentato rapimento
Booth comincia a dedicare sempre più energie e soldi al suo piano di rapire Abramo Lincoln dopo la sua rielezione avvenuta nei primi giorni del novembre 1864. Mette insieme una banda di scapestrati simpatizzanti sudisti, compresi David Herold, George Atzerodt, John Surratt e Lewis Payne. Cominciano a riunirsi con regolarità nella casa della madre di Surratt, la signora Mary Surratt.
Il 25 novembre 1864, John Wilkes si esibisce per la prima e ultima volta con i suoi due fratelli, Edwin e Junius, in una produzione da singolo ingaggio del Giulio Cesare al Teatro Winter Garden a New York. Gli incassi furono usati per l'acquisto di una statua di William Shakespeare da mettere nel Central Park, ancora oggi situata lì. La rappresentazione è però interrotta da un fallito tentativo di alcuni agenti Confederati clandestini di bruciare alcuni hotel, e di distruggere la città di New York con il Fuoco greco. Uno degli hotel si trova accanto al teatro, ma il fuoco è spento velocemente. La mattina successiva, Booth ha un'aspra discussione con suo fratello, Edwin Thomas Booth, considerato uno dei massimi interpreti di Amleto nel XIX secolo.
Tre mesi dopo, Booth presenzia al secondo discorso inaugurale di Lincoln il 4 marzo 1865 come invitato che accompagna la sua fidanzata segreta, Lucy Hale (il padre di Lucy, John P. Hale, era ministro di Lincoln in Spagna). Tra la folla sotto di lui si trovano anche Powell, Atzerodt, and Herold. Sembra ci sia stato un tentativo di rapire o assassinare Lincoln durante l'inaugurazione. Più tardi, Booth si rammarica circa la "eccezionale occasione" che aveva avuto di sparare a Lincoln, se lo avesse voluto.
Il 17 marzo Booth scopre all'ultimo minuto che Lincoln avrebbe assistito alla recita dell'opera Still Waters Run Deep all'ospedale vicino alla Casa del Soldato. Booth compone il suo gruppo nel tratto di strada vicino alla Casa del Soldato nel tentativo di rapire Lincoln durante il percorso verso l'ospedale, ma il presidente non si fa vedere. Solo più tardi apprende che il presidente aveva cambiato i suoi piani all'ultimo momento per partecipare ad un ricevimento al National Hotel di Washington, che ironicamente era il luogo in cui Booth viveva.

### Attentato a Lincoln

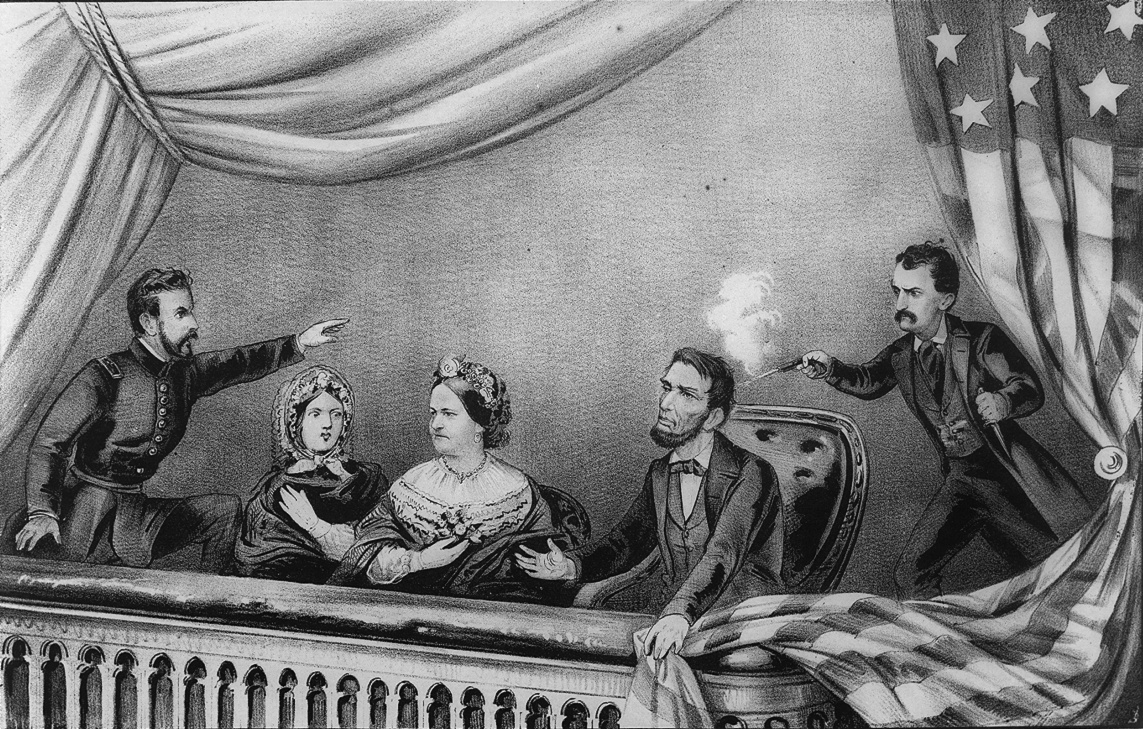
L'assassinio di Abramo Lincoln. Da sinistra a destra: Henry Rathbone, Clara Harris, Mary Todd Lincoln, Abramo Lincoln e John Wilkes Booth.

Il 10 aprile 1865, dopo aver saputo della resa di Robert E. Lee ad Appomattox Court House, Booth dice a Louis J. Weichmann, un amico di John Surratt e pensionante presso la casa di Mary Surratt, che egli era impegnato in teatro e che da allora in poi avrebbe portato in scena solo la tragedia Venice Preserv'd. Weichmann, al momento, non afferra il senso del riferimento a quell'opera teatrale, infatti Venice Preserv'd è una tragedia scritta in Inghilterra nel XVII secolo la cui trama riguarda proprio un complotto.
Il giorno precedente, Booth si trova tra la folla fuori della Casa Bianca nel momento in cui Lincoln dalla finestra del suo studio tiene un discorso. Quando Lincoln afferma di essere favorevole a garantire il suffragio agli ex-schiavi, Booth si gira verso Lewis Powell e lo invita senza mezzi termini a sparare subito al presidente. Powell si rifiuta. Booth allora dice tra i denti che quello sarebbe stato l'ultimo discorso di Lincoln.

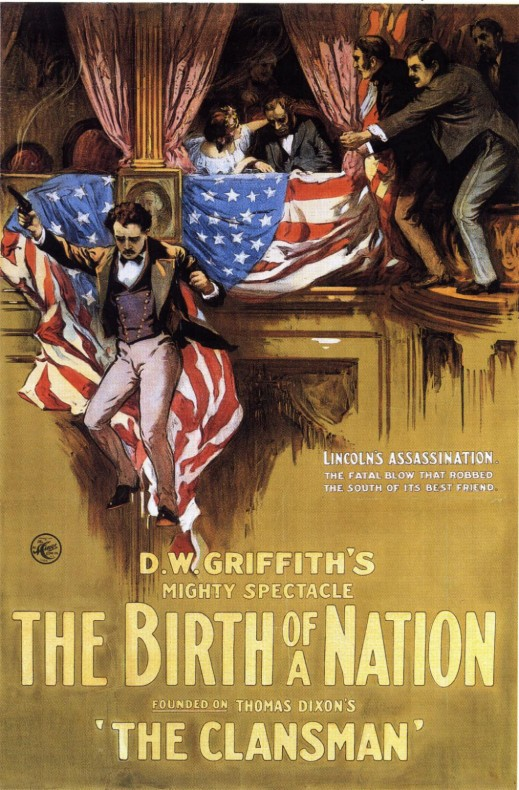
La nascita di una nazione (1915) è un film di D.W. Griffith che ricostruisce la Guerra di Secessione con occhio critico nei confronti dell'Unione. Il personaggio di Booth era interpretato da Raoul Walsh

La mattina del 14 aprile 1865, venerdì Santo, Booth scopre che il presidente e la consorte avrebbero presenziato alla rappresentazione della commedia Our American Cousin presso il Teatro Ford. Egli immediatamente si accinge a fare piani per l'attentato, preparando un cavallo fuori del teatro e valutando un percorso per la fuga. Booth informa Powell, Herold ed Atzerodt del suo proposito di uccidere Lincoln. Egli dà incarico a Powell di assassinare il Segretario di Stato Seward e ad Atzerodt, invece, quello di assassinare il Vice Presidente Johnson. Herold li avrebbe aiutati nella fuga verso la Virginia. Colpendo il Presidente e i due suoi immediati successori nella carica, Booth pensa di decapitare l'amministrazione dell'Unione creando panico e confusione. Booth aveva programmato anche l'assassinio del comandante in capo delle forze nordiste, Ulysses S. Grant; tuttavia, ciò non avviene perché Grant e la moglie si erano recati nel New Jersey per visitare dei parenti. Organizzando questo complotto, Booth sperava di gettare gli Stati dell'Unione in un caos tale da consentire ai Confederati di riorganizzarsi e continuare la guerra.
Dal momento che è un attore famoso, Booth è amico del proprietario del Teatro Ford e quindi ha libero accesso dappertutto nel teatro. Avendo praticato in mattinata uno spioncino nel palco presidenziale, il cospiratore può tenere sotto controllo la sua vittima predestinata e gli altri ospiti nel palco. Quella sera, verso le 22.00, mentre si svolge lo spettacolo, John Wilkes Booth scivola nel palco presidenziale e spara a Lincoln alla nuca con una Derringer calibro 44. La fuga di Booth è contrastata dal Maggiore Henry Rathbone, presente nel palco presidenziale con la sua fidanzata Clara Harris e la First Lady Mary Todd Lincoln. Rathbone viene pugnalato da Booth allorché lo sbigottito ufficiale si lancia verso l'assassino.
Booth fugge dal palco presidenziale saltando sul palcoscenico dove, impugnando il coltello, grida Sic semper tyrannis (parole che si ritengono pronunciate da Bruto quando pugnalò Cesare); altri testimoni sostengono che aggiunse "Ce l'ho fatta, il Sud è vendicato!" Diversi altri riferiscono che l'assassino si ferì ad una gamba urtando contro una bandiera della U.S. Treasury Guard mentre stava saltando sul palcoscenico. Lo storico Michael W. Kauffman ha messo in dubbio questa leggenda nel suo libro, American Brutus: John Wilkes Booth and the Lincoln Conspiracies, scrivendo che quanto riferito da testimoni oculari circa la precipitosa fuga di Booth dal palcoscenico è incompatibile con il fatto che avesse una gamba ferita in quel frangente. Kauffman sostiene che Booth si ferì più tardi quella notte durante la fuga allorché il suo cavallo inciampò e rovinò su di lui. Pertanto, egli definisce la pretesa di Booth una esagerazione per far apparire eroico il suo comportamento.

### Ricercato per l'assassinio di Abraham Lincoln

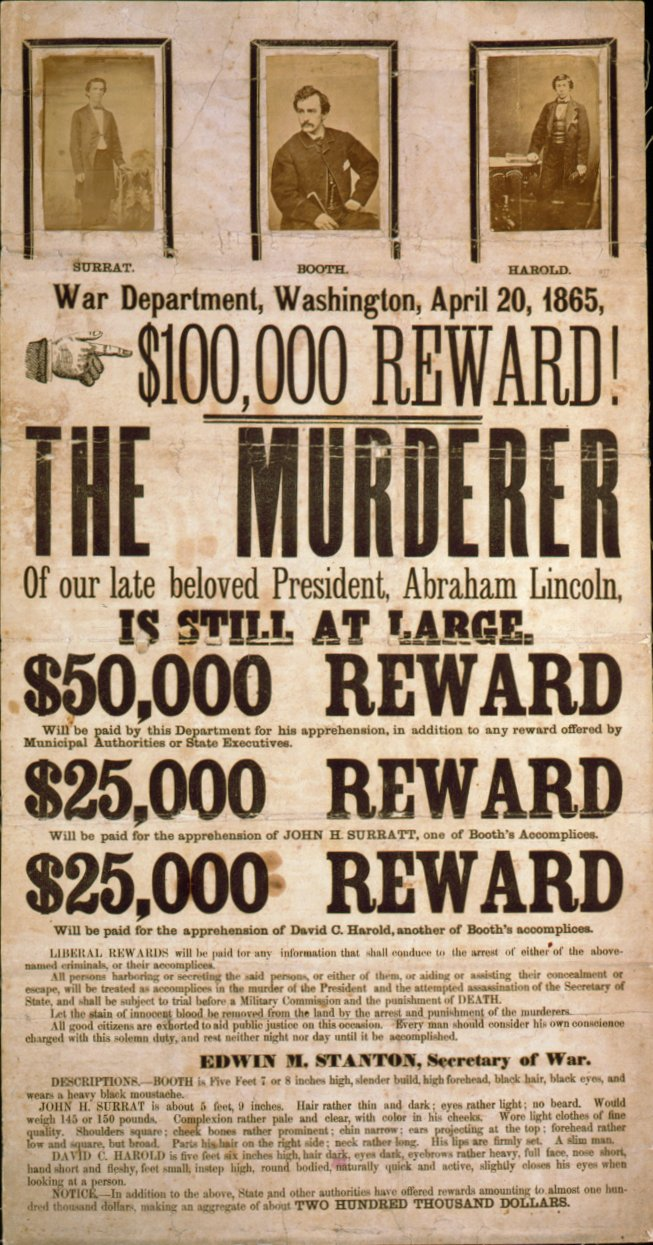
Manifesto con la taglia offerta per Booth, Surratt e Herold

Booth, accompagnato da David Herold, si dirige da Washington verso il Maryland, fermandosi all'alba del 15 aprile presso la casa del dottor Samuel Mudd, per farsi curare la gamba ferita. Mudd in seguito viene arrestato e giudicato per cospirazione da un tribunale militare che lo condanna all'ergastolo da scontare nella prigione di Fort Jefferson nelle isole Dry Tortugas, ad ovest di Key West in Florida. Mudd viene graziato nel 1869. Booth rimane sorpreso della poca partecipazione dimostrata per la sua azione, e scrive nel suo diario il 21 aprile, cinque giorni prima della sua cattura: Mentre tutti si scagliano contro di me, sono qui in preda alla disperazione. E perché? Per aver fatto ciò che Bruto si onorò di aver fatto;... E solo perché ho colpito a morte un tiranno vengo considerato alla stregua di un volgare tagliagole.
I soldati dell'Unione, agli ordini del tenente Edward P. Doherty del 16º Reggimento Cavalleria "New York", inseguono Booth lungo il sud Maryland e oltre i fiumi Potomac e Rappahannock, dirigendosi verso la fattoria di Richard Garrett, a sud di Port Royal, Contea di Caroline, nello Stato della Virginia. Booth e il suo compagno David E. Herold erano stati accompagnati alla fattoria da William S. Jett, un ex soldato semplice del 9º Cavalleria "Virginia", che avevano incontrato prima di attraversare il Rappahannock.

### Morte di Booth
Alle prime luci dell'alba del 26 aprile 1865, i soldati raggiungono Booth. Intrappolato in un fienile di proprietà di Richard H. Garrett, David Herold si arrende. Booth rifiuta di arrendersi ed Everton Conger ordina ai soldati di incendiare il deposito. Il colonnello Gonger del servizio segreto spara a Booth ferendolo mortalmente al collo. Contrariamente a quanto riportato, egli non contravvenne agli ordini poiché non era stato impartito nessun ordine di non fare fuoco.
Booth venne trascinato fuori dal deposito in fiamme e morì all'età di 26 anni sul portico della vicina cascina. Il proiettile aveva leso il midollo spinale paralizzandolo. Negli ultimi momenti, si dice che abbia sospirato "dite a mia madre che sono morto per la mia patria". Chiedendo poi che gli sollevassero le sue mani verso il viso, guardandole Booth articolò le sue ultime parole: "Inutile, inutile". Nelle tasche di Booth furono trovati una bussola, una candela, foto di cinque donne sopra quella della sua fidanzata Lucy Hale e il suo diario, dove egli aveva scritto riguardo all'uccisione di Lincoln: "La nostra patria deve a lui tutte le sue sventure, per questo Dio mi ha fatto suo strumento di punizione."
Il corpo di Booth viene avvolto in una coperta e legato sul lato di un vecchio carro merci per essere trasportato a Belle Plain, dove viene caricato sulla corazzata USS Montauk per essere condotto nel cantiere navale di Washington per l'identificazione e l'autopsia. Il corpo, dopo queste formalità, viene seppellito in un deposito del vecchio penitenziario; in seguito, quando il penitenziario viene raso al suolo, il 1º ottobre 1867, il corpo viene traslato in un magazzino dell'arsenale di Washington. Nel 1869 i resti sono di nuovo identificati prima di essere resi alla famiglia di Booth, che provvede alla sepoltura nel Cimitero di Greenmount a Baltimora con una cerimonia officiata da Fleming James, ministro della Chiesa Episcopale, alla presenza di più di 40 persone.

## Teorie sul complotto

### Teorie sulla "latitanza di Booth"

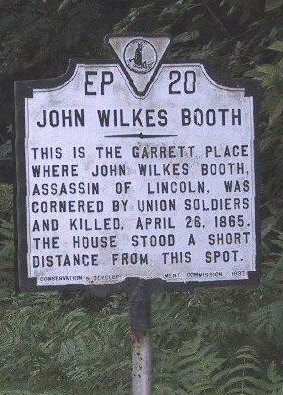
Insegna di sito storico sulla U.S. Route 301 vicino a Bowling Green (Virginia)

Uno dei primi divulgatori di tali teorie fu Finis L. Bates che sostenne di aver incontrato Booth a Granbury nel Texas negli anni settanta dell'Ottocento e successivamente di aver avuto a disposizione il corpo di Booth dopo che questi si suicidò ad Enid in Oklahoma nel 1903. Egli portò in giro il corpo mummificato per le fiere paesane e nel 1907, per convalidare tutto ciò, pubblicò il libro The Escape and Suicide of John Wilkes Booth.
Altri sostennero che non era Booth quello che venne catturato nella fattoria di Garrett, bensì una controfigura di nome James William Boyd che venne ucciso in sua vece. In questo scenario, il governo fece grandi sforzi per smentire questi spropositi. La maggior parte degli storici considerano tali teorie prive di ogni fondamento.
Nel 1977 venne pubblicato il libro The Lincoln Conspiracy che fornisce dettagli sull'assassinio di Lincoln, sul complotto Boyd e sulla latitanza di Booth. The Curse of Cain: The Untold Story of John Wilkes Booth, pubblicato nel 1998, ribadisce il fatto che Booth sarebbe scampato alla cattura cercando rifugio in Giappone e rientrato negli Stati Uniti dove trovò la fine nel 1903 in Enid, Oklahoma. Secondo altri ancora, Booth visse agli inizi del Novecento nel Missouri. In anni recenti, si tentò di far riesumare i presunti resti di Booth per vie legali, in modo da condurre un riconoscimento tramite sovrapposizione di immagini fotografiche. Questa richiesta venne respinta dal giudice Joseph H. H. Kaplan della Circuit Court di Baltimora, che, fra le altre cose, sottolineò "l'inattendibilità della poco convincente teoria sostenuta dai firmatari" come uno degli elementi principali della decisione pronunciata. La corte degli appelli speciali del Maryland confermò la sentenza. Dai documenti della FBI che furono resi pubblici non si evince alcuna informazione che possa sostenere la teoria della latitanza.

### Teoria dell'esilio di Booth
Forse potrebbe non essere quello di Booth il cadavere crivellato di proiettili a Garret's Barn, in Virginia, presso Port Royal, come annunciato dal governo statunitense. Secondo la versione ufficiale, il soldato Boston Corbett uccise Booth il 26 aprile 1865.
A molti contemporanei parve sospetta la fretta con cui il governo diramò il comunicato ufficiale, telegrafico, e senza attendere l'autopsia ufficiale del medico militare Joseph Barnes. Inoltre, dall'agenda personale di Booth mancano alcune pagine, comprese quelle che riguardano le quarantott'ore precedenti il decesso. Negli ambienti militari, infine, si discuteva circa la possibilità che non fosse di Booth il cadavere sottoposto ad autopsia, ma di un altro complice nella congiura. Il testo del bollettino ufficiale circa la morte di Booth fu emesso alle ore 09.20 di mattina del 27 aprile 1865. Il riconoscimento autoptico definitivo, con tanto di relazione medica, fu emesso circa due ore dopo, alle ore 11.00 antimeridiane:
"[OFFICIAL] War Department ) Washington. April 27, 1865‚ 9:20 A. M. ) Maj.- Gen. John A. Dix, New York: J. Wilkes Booth and Harrold [sic] were chased from the swamp in St. Mary's County, Maryland, to Garrett's farm, near Port Royal on the Rappahannock, by Col. Baker's force. The barn in which they took refuge was fired. Booth, in making his escape, was shot through the head and killed, lingering about three hours, and Harrold was captured. Booth's body and Harrold [sic] are now here. Edwin M. Stanton, Secretary of War "
Un'amica di Booth, Kate Scott, verso la fine di luglio di quell'anno, riceve una lettera scritta a mano da un certo John Byron Wilkes, in cui le annuncia che sarebbe passato a casa sua il 15 settembre successivo a ritirare alcuni documenti che chiedeva fossero nel frattempo custoditi da lei. La signora riconobbe come autografa di Booth la calligrafia dello scritto e ricordò che l'assassino di Lincoln era solito utilizzare tale nome quando trattava affari economici. Inoltre, tale nome era spesso presente nelle locandine teatrali al posto di quello di Booth. Ancora più sorprendente era il fatto che il mittente ha incaricato ufficialmente la signora di ritirare documenti personali di Booth presso l'avvocato dell'ultimo.
Nel 1867, il consolato britannico di San Francisco riceve la richiesta di un certo John Byron Wilkes di apporre il visto sul suo passaporto per poter entrare in India (al tempo, colonia britannica). Le generalità indicavano che il richiedente era nato in Gran Bretagna, a Sheffield il 15 dicembre 1822 da Samuel ed Olivia Wilkes e che era emigrato negli Stati Uniti nel 1850, a Terre Haute, in Indiana. Constatata la veridicità dei dati, le autorità inglesi concedono il visto. In effetti, il vero John Byron Wilkes lavorava come macchinista nelle ferrovie americane e morì nel 1916 senza mai essersi mosso dall'Indiana. Il falso Wilkes salpò il 21 aprile 1868 da San Francisco e dopo un mese arrivò a Ceylon. La nave che lo condusse in India era la "Pacific Queen", una delle navi unioniste che operava il blocco navale delle coste sudiste durante la Guerra di Secessione ed era al comando del capitano John Scott. Booth e il vero Wilkes non solo si conoscevano, ma erano pure molto amici, tutti e due britannici di origine.
Alla morte del sedicente John Byron Wilkes a Gauhati, in India, il 12 ottobre 1883, il suo testamento venne spedito al notaio di Booth negli Stati Uniti. Booth era economicamente molto benestante e il signor Wilkes non era da meno, tanto che lasciava una cospicua eredità a:
- Ogarita Bellows (figlia di Booth, nel frattempo deceduta).
- Harry Jerome Stevenson (figlio di Booth).
- Sarah Scott (figlia di Booth).
- Mary Louise Turner (figlia naturale e non riconosciuta di Booth)
- Izola Mills (moglie di Booth, nel frattempo deceduta).
- Ella Turner (amante di Booth).
- Kate Scott (amica di Booth, che ricevette la lettera nel 1865 d'incarico a prelevare le carte di Booth)
- Henry Johnson (il cameriere di Booth)
- Sarah Johnson (la domestica di Booth)
- Elizabeth Marshall Wilkes (la moglie del vero Wilkes) e due sue figlie.

Il notaio informò le autorità e il pagamento delle quote ereditarie venne bloccato fino a che il presidente statunitense Ulysses S. Grant non concesse il nulla osta nel 1886. Infine, pur essendo conservate presso l'arsenale di Washington alcune vertebre del cadavere di Booth, dal 1896, non sono stati concessi i permessi per effettuare i test comparativi sul DNA che alcuni discendenti di Booth avevano ufficialmente chiesto per poter chiudere la vicenda.

### Teorie sul diario di Booth
Il 26 aprile 1865, sul corpo di John Wilkes Booth venne rinvenuta un'agendina del 1864, utilizzata come diario. L'agendina veniva stampata e venduta da un cartolaio di St. Louis di nome James M. Crawford. Questa misurava 15 cm x 9 cm e conteneva 5 foto di donne. Le annotazioni di Booth nel diario vennero probabilmente scritte fra il 17 e il 22 aprile 1865.
Un alone di mistero circonda questo diario. Il colonnello Everton Conger prelevò il libriccino e lo portò a Washington dove lo consegnò a Lafayette C. Baker, capo della sicurezza al Dipartimento della guerra. Baker, a sua volta, consegnò il diario al Ministro della guerra Edwin Stanton. Il diario non venne prodotto come prova nel processo contro i cospiratori tenutosi nel 1865. Nel 1867 il diario venne riscoperto in uno schedario "dimenticato" del ministero e si presentava mancante di 18 pagine.
Nel corso degli anni si sono susseguite infinite speculazioni su queste pagine mancanti e si è giunti anche a parlare di un loro ritrovamento. Nonostante tutto, queste ufficialmente non sono mai state ritrovate. Due pagine del diario vennero staccate dallo stesso Booth e usate per scrivere dei messaggi al Dr. Richard H. Stuart il 24 aprile 1865. Fare ipotesi circa il loro contenuto ne rende interessante la lettura, tuttavia è una ricerca inutile visto che nessuno sa cosa ci fosse o meno scritto nelle pagine mancanti.
Il diario di Booth è oggi visibile presso il Teatro Ford di Washington.
Il film della Disney Il mistero delle pagine perdute (National Treasure: Book of Secrets) del 2007 poggia le sue radici sulla storia di questo diario, sviluppando una trama di fantasia.
Nel 2010 è uscito il film The Conspirator che narra la storia dell'assassinio di Lincoln.